# Líf e Lífþrasir

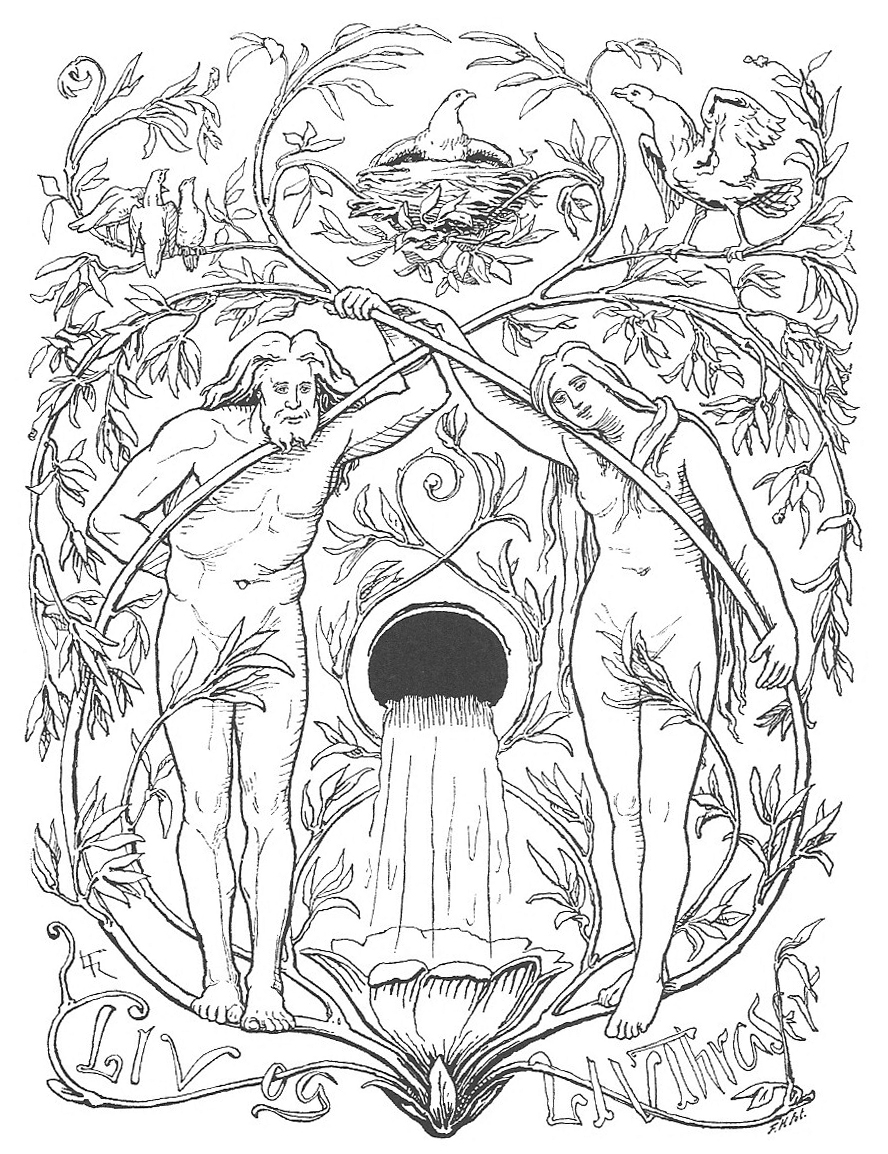
Líf e Lífþrasir

Secondo la mitologia norrena, Líf e Lífþrasir (dal norreno "vita" e "desiderio di vita", rispettivamente), sono gli unici esponenti del genere umano a sopravvivere al Ragnarǫk e destinati a ripopolare la Terra.
Queste informazioni ci sono giunte grazie al poema eddico Vafþrúðnismál nei canti 44 e 45:
Fiölð ek fór,

fiölð ek freistaðak,

fiölð ek reynda regin;

hvat lifir manna,

þá er inn mæra líðr

fimbulvetr með firom?

Vafþrúðnir kvað:

Líf ok Lifþrasir,

en þau leynaz muno

í holti Hoddmímis;

morgindöggvar

þau sér at mat hafa;

þaðan af aldir alaz.»
Molto viaggiai,

molto feci esperienza,

molto misi alla prova gli dèi.

Chi vivrà degli uomini

quando sarà trascorso quel famoso

Fimbulvetr tra i mortali?

Disse  Vafþrúðnir:

Líf e Lifþrasir,

devono nascondersi

nel bosco di Hoddmímir.

Le rugiade del mattino

avranno per nutrimento;

da qui torneranno a sorgere le stirpi.»
(Edda poetica - Vafþrúðnismál  - Il discorso di  Vafþrúðnir XLIV - XLV)
Snorri Sturluson parafrasa il mito nel Gylfaginning, affermando che Líf e Lífþrasir si nasconderanno nel bosco di Hoddmímir durante il "fuoco di Surtr" e che la loro prole sarà tanto numerosa che il mondo sarà ripopolato.